# Nikos Pappas
Nikolaos "Nikos" Pappas (grego:Νικόλαος "Νίκος" Παππάς) (Marousi, 11 de julho de 1990) é um basquetebolista profissional grego que atualmente joga na HEBA Basket e Euroliga pelo Panathinaikos Atenas Superfoods. O atleta possui 1,95m e atua na posição armador. 